# Полтавський Віталій Іванович
Віталій Іванович Полтавський (нар. 9 січня 1924, Слов'янськ — пом. 1979) — український радянський живописець; член Спілки художників України.

## Біографія
Народився 9 січня 1924 року у місті Слов'янську (тепер Донецька область, Україна). Брав участь у німецько-радянській війні. 1954 року закінчив Київський художній інститут (викладачі Олексій Шовкуненко, Віктор Пузирков, Ігор Рєзник).
Жив у Києві в будинку на вулиці Академіка Філатова № 10а, квартира 8. Помер у 1979 році.

## Творчість
Працював в галузі станкового живопису. Серед робіт:
- «Винахідники» (1957);
- «Перший успіх» (1957);
- портрет ударниці комуністичної праці Дарницького шовкового комбінату гобеленниці Л. Данько (1961);
- «Караюсь я в оцій пустелі» (1961);
- «Тарас Шевченко на засланні» (1964).